# Полар (Вісконсин)
Полар (англ. Polar) — місто (англ. town) в США, в окрузі Ланґлейд штату Вісконсин. Населення — 1018 осіб (2020).

## Демографія
Згідно з переписом 2010 року, у місті мешкали 984 особи в 384 домогосподарствах у складі 299 родин. Було 456 помешкань
Расовий склад населення:
| - 98,1 % — білих - 0,6 % — чорних або афроамериканців - 0,3 % — корінних американців - 0,1 % — азіатів |

До двох чи більше рас належало 0,9 %. Частка іспаномовних становила 1,1 % від усіх жителів.
За віковим діапазоном населення розподілялося таким чином: 22,9 % — особи молодші 18 років, 62,7 % — особи у віці 18—64 років, 14,4 % — особи у віці 65 років та старші. Медіана віку мешканця становила 44,8 року. На 100 осіб жіночої статі у місті припадало 103,3 чоловіків;  на 100 жінок у віці від 18 років та старших — 106,2 чоловіків також старших 18 років.
Середній дохід на одне домашнє господарство  становив 76 440 доларів США (медіана — 63 036), а середній дохід на одну сім'ю — 81 215 доларів (медіана — 69 479). Медіана доходів становила 46 000 доларів для чоловіків та 40 833 долари для жінок. За межею бідності перебувало 7,2 % осіб, у тому числі 7,2 % дітей у віці до 18 років та 11,2 % осіб у віці 65 років та старших.
Цивільне працевлаштоване населення становило 479 осіб. Основні галузі зайнятості: освіта, охорона здоров'я та соціальна допомога — 23,0 %, сільське господарство, лісництво, риболовля — 13,6 %, роздрібна торгівля — 12,9 %.